# Лужанка (село)
Лужа́нка (у минулому: Село № 14, Кацбах) — село Тарутинської селищної громади в Болградському районі Одеської області в Україні. Засноване свого часу німецькими колоністами. Відстань до центру громади становить понад 30 км і проходить автошляхом місцевого значення.

## Історія
За даними 1859 року у німецькій колонії Кацбах (Аляга) Аккерманського повіту Бессарабської області мешкало 763 осіб (412 чоловічої статі та 351 — жіночої), налічувалось 71 дворове господарство, існували лютеранський молитовний будинок та сільське училище.
Станом на 1886 рік у німецькій колонії Малоярославецької волості мешкало 1048 осіб, налічувалось 125 дворових господарств, існували молитовний будинок, школа, лавка.
За переписом 1897 року кількість мешканців зменшилась до 888 осіб (436 чоловічої статі та 452 — жіночої), з яких 858 — протестантської віри.
12 червня 2020 року, відповідно до Розпорядження Кабінету Міністрів України від № 724-р «Про визначення адміністративних центрів та затвердження територій територіальних громад Одеської області», увійшло до складу Тарутинської селищної територіальної громади.
19 липня 2020 року, в результаті адміністративно-територіальної реформи і ліквідації Тарутинського району, село увійшло до складу новоутвореного Болградського району.

## Населення
Згідно з переписом УРСР 1989 року чисельність наявного населення села становила 341 особа, з яких 163 чоловіки та 178 жінок.
За переписом населення України 2001 року в селі мешкала 421 особа.

### Мова
Розподіл населення за рідною мовою за даними перепису 2001 року:
| Мова       | Чисельність | Відсоток |
| ---------- | ----------- | -------- |
| болгарська | 283         | 66,90%   |
| російська  | 87          | 20,57%   |
| гагаузька  | 27          | 6,38%    |
| українська | 19          | 4,49%    |
| румунська  | 6           | 1,42%    |
| інші       | 1           | 0,24%    |
| Усього     | 423         | 100%     |

## Видатні люди
У селі народилися:
- Василюк Михайло Деонисійович (1942—1991) — бандурист.
- Гриневецький Сергій Рафаїлович (нар.25 вересня 1957) — український політик, депутат Верховної Ради 3-го та 6-го скликань, голова Одеської облдержадміністрації (1998–2005).